# Tubabao
Tubabao – wyspa należąca do Filipin, położona w pobliżu wyspy Samar.
W 1949 roku Międzynarodowa Organizacja do spraw Uchodźców tymczasowo utworzyła obóz dla około 5000 rosyjskich uchodźców z Chin. Byli to Rosjanie zbiegli do Chin w czasie Rewolucji październikowej oraz wojny domowej w Rosji, osiadli głównie w Szanghaju. Po II wojnie światowej i ugruntowaniu się władzy komunistów w Chinach opuścili oni i ten kraj. Po okresie pobytu na wyspie większość z nich osiadła w Stanach Zjednoczonych i Australii, uzyskując w tych państwach prawo stałego pobytu.